# Classe Comandanti
La classe Comandanti (PGH), o classe Comandante Cigala Fulgosi (o semplicemente Classe Cigala Fulgosi), denominate in fase progettuale Nuove Unità Minori Combattenti (NUMC), rappresenta quattro unità navali, ordinate ufficialmente nell'aprile del 1999 e consegnate nel 2004, con lo scopo di sostituire gli aliscafi Sparviero, alle quali sono stati assegnati i nomi di comandanti di cacciatorpediniere (CC Giuseppe Cigala Fulgosi, CC Costantino Borsini, CC Ener Bettica, CF Adriano Foscari) decorati con medaglia d'oro al valor militare per imprese compiute nella seconda guerra mondiale.
Le navi sono delle corvette classificate dalla Marina Militare come pattugliatori d'Altura e sono state tutte costruite da Fincantieri presso il cantiere navale di Riva Trigoso e dopo il varo hanno completato l'allestimento a La Spezia negli stabilimenti di Muggiano. La sovrastruttura della Comandante Foscari, essendo in materiale composito, è stata realizzata dalla Intermarine di Sarzana.

## Caratteristiche
Le unità della classe Comandanti sono le prime nella Marina Militare ad essere costruite con carena, scafo e sovrastruttura realizzati con caratteristiche stealth. La poppa, a specchio, ha un ponte di volo con hangar telescopico per un elicottero AB 212 in versione ASW e in futuro NH-90 NFH.

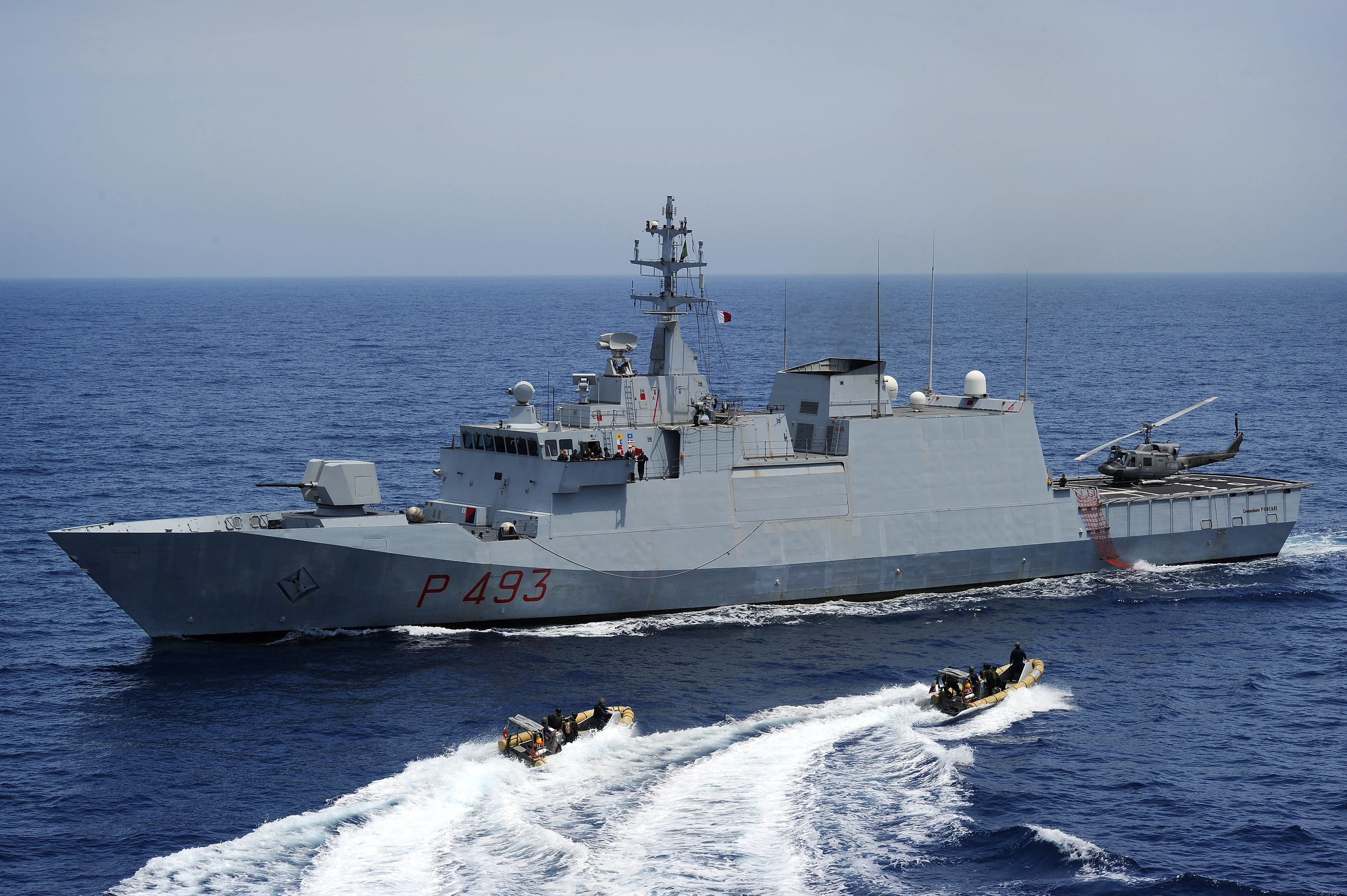
Nave Comandante Foscari, con scudo stealth, in un'azione di pattugliamento

L'ultima unità della classe, Nave Comandante Foscari, è stata costruita con la sovrastruttura in materiale composito invece che in acciaio, permettendo di risparmiare il 40% della massa con riduzione dei consumi e dell'usura della nave. La struttura è stata realizzata dalla Intermarine di Sarzana mantenendo inalterate le geometrie della nave rispetto alla versione in acciaio su espressa richiesta della Marina. La sovrastruttura è principalmente costruita in fibra di vetro integrata con altre fibre strutturali; per aumentare la copertura degli apparati elettronici alcune parti dello scafo sono integrate con fibra di carbonio. Inoltre la struttura in composito permette di avere superfici perfettamente lisce, a differenza di quelle in acciaio che non lo sono per la presenza di saldature.
Le navi sono state progettate per l'attività operativa "a medio raggio", la cui durata è valutabile in circa dieci giorni consecutivi senza rifornimenti e sono in grado di operare sia in alto mare che in ambiente costiero, sia come unità isolate o all'interno di gruppi navali multinazionali.
Le unità sono dotate di attrezzature che consentono di effettuare diverse attività, quali operazioni di presenza e sorveglianza in acque internazionali, monitoraggio, deterrenza, vigilanza delle frontiere marittime e sorveglianza della Zona Economica Esclusiva a tutela degli interessi nazionali, ed interventi in missioni di soccorso, e di fungere da unità di supporto logistico per forze impiegate al di fuori del Mediterraneo.
La propulsione viene fornita da due motori Diesel Wärtsilä-NSD W18-V-26 XN con una potenza di 6 480 kW che sviluppano una velocità continuativa di 25 nodi e una velocità massima di 26 nodi su due assi con due eliche a quattro pale orientabili, due riduttori Fincantieri e due timoni.
Ai servizi elettrici di bordo provvedono tre generatori/alternatori diesel Isotta Fraschini V1712T2ME da 900 kW ciascuno per un totale di 2.700 kW, che forniscono un'alimentazione a 380 V ad una frequenza 50 Hz.
L'armamento è costituito da un cannone Oto Melara 76/62 mm Super Rapido e due mitragliere KBA da 25mm/80 antiaeree.
L'elettronica di bordo comprende un radar di scoperta RASS (MM/SPS-791), un radar di navigazione GEM SPS-753, il sistema di controllo del tiro NA-25 (Dardo F) con radar di tiro RAN-30X/I e radar RTN-25X, il Sistema di Comunicazioni Integrato Elmer e Sistema Automatico di Comando e Controllo delle Operazioni di Combattimento SADOC-3 della Alenia Marconi Systems. Il sistema di guerra elettronica è costituito dalla suite ESM/ECM SLQ-747.

### Progetti derivati
Da questo progetto sono stati derivati i due pattugliatori d'altura classe Costellazione II per il Ministero dei trasporti. Le due classe navali condividono logistica, interoperabilità, caratteristiche del sistema di combattimento e sistema integrati di telecomunicazioni.
Dal progetto delle NUMC è stato derivato il progetto delle MOSAIC (Modular Open System Architecture Integrated Concept), una serie di classi navali, progettate sui principi di Architettura a Sistema Aperto e di Modularità Volumetrica, che vanno dai pattugliatori d'altura alle corvette di vario tonnellaggio fino alle fregate leggere, con quattro unità vendute alla Turchia, dove vengono costruite su licenza per la Guardia Costiera Turca ed un'altra, la corvetta Abu Dhabi venduta agli Emirati Arabi Uniti.

## Le unità
Le unità di questa classe sono inquadrate nel COMSQUAPAT2 del COMFORPAT, il Comando delle Forze da Pattugliamento per la Sorveglianza e la Difesa Costiera ed hanno la loro base operativa ad Augusta e sono state tutte consegnate alla Marina Militare il 31 gennaio 2004 nel corso di una duplice cerimonia avvenuta nel porto di Cagliari alla presenza del Ministro della Difesa, Prof. Antonio Martino, in cui a tutte le quattro unità della classe è stata consegnata anche la bandiera di combattimento.
| P 490 | Comandante Cigala Fulgosi | 25 giugno 1999    | 7 ottobre 2000   | 31 luglio 2001  | 31 gennaio 2004 |  |
| P 491 | Comandante Borsini        | 21 luglio 1999    | 17 febbraio 2001 | 3 dicembre 2001 | 31 gennaio 2004 |  |
| P 492 | Comandante Bettica        | 1º marzo 2000     | 26 giugno 2001   | 4 aprile 2002   | 31 gennaio 2004 |  |
| P 493 | Comandante Foscari        | 1º settembre 2000 | 24 novembre 2000 | 2 agosto 2002   | 31 gennaio 2004 |  |

### Comandante Cigala Fulgosi(P 490)

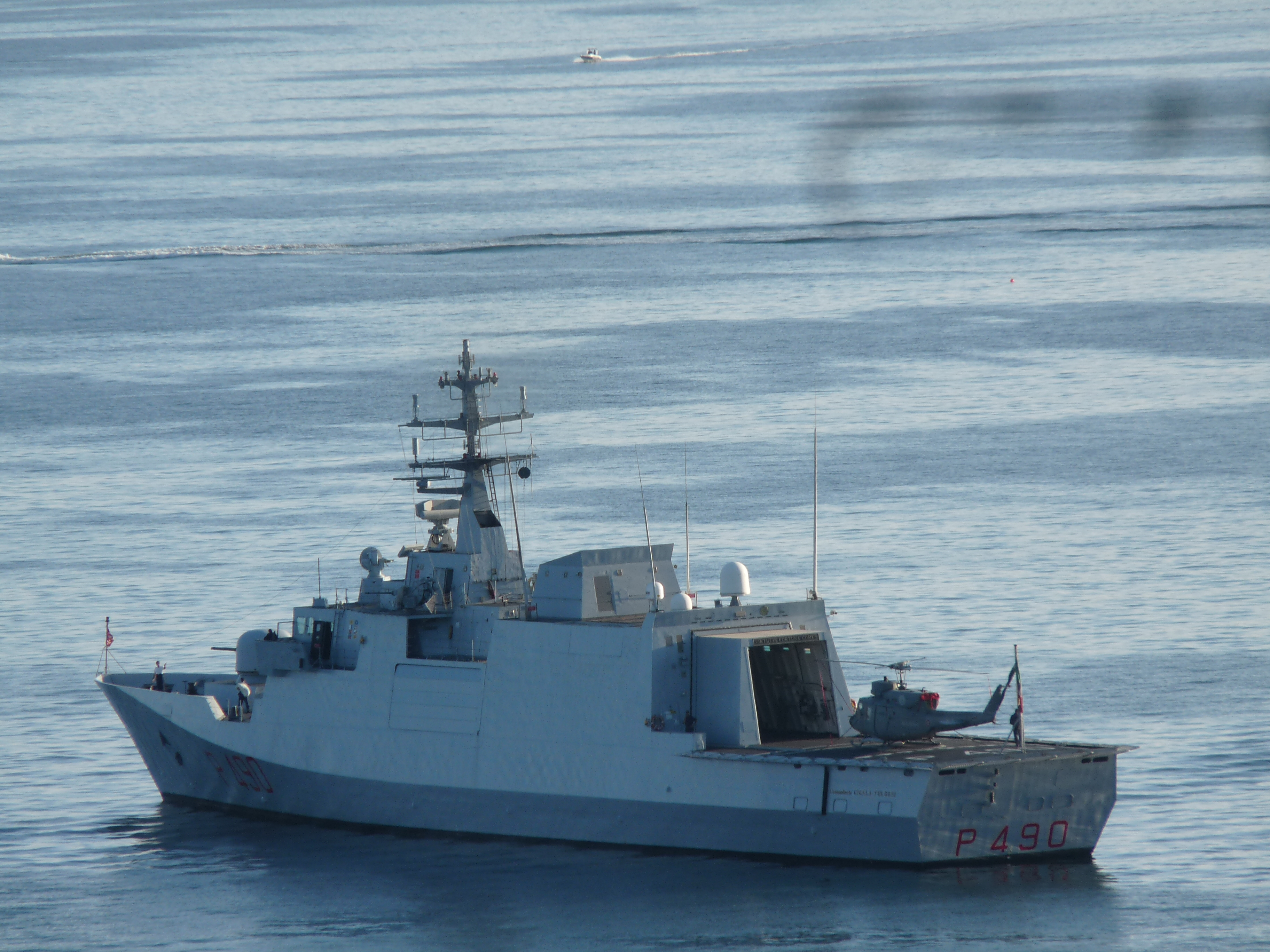
Il pattugliatore comandante Cigala Fulgosi in rada a Napoli

Il comandante Cigala Fulgosi è la prima unità della classe. Varata il 7 luglio 2000, dopo avere iniziato ad effettuare le prove in mare il 27 aprile 2001, la nave è stata consegnata il successivo 31 luglio diventando operativa dall'anno seguente.
Nel febbraio 2003 la nave è partita insieme ai cacciamine Chioggia e Viareggio per una crociera addestrativa nel Mar Arabico. Il 29 maggio 2003 il gruppo è stato ridislocato nel golfo Persico e dal 3 giugno ha operato per la sicurezza del traffico navale nella zona affiancato dal 5 giugno dalla nave anfibia San Giusto. Nave comandante Fulgosi ha continuato nella missione fino al 29 giugno, rientrando a La Spezia il 19 luglio, mentre le altre unità hanno proseguito nella missione.
Dal 1º novembre al 31 dicembre 2006 è entrata a far parte dello Standing NATO Maritime Group 2.
L'unità ha poi partecipato all'Operazione “Impartial Behaviour” in ambito EUROMARFOR dal 1º settembre al 5 dicembre 2008 e successivamente dal 5 novembre al 1º dicembre 2009.
Il motto dell'unità è "Virtutis fortuna comes" ed era stato precedentemente assegnato al cacciatorpediniere della Regia Marina San Martino.

### Comandante Borsini(P 491)
Il comandante Borsini, varato 17 febbraio 2001, ha iniziato le prove in mare il successivo 3 settembre ed è stato consegnato il 3 dicembre, diventando operativo l'anno seguente.
Dal 28 gennaio al 1º giugno 2008 ha preso parte insieme al rifornitore Etna alla campagna Medal 2008 per la sorveglianza marittima nel Corno d'Africa, toccando vari porti nel percorso e sventando nel mese di maggio alcuni assalti dei pirati a navi mercantili, ritornando a operare nella stessa zona in tali compiti dal 4 luglio al 3 agosto 2009 nell'ambito della Missione EUNAVFOR Atalanta.
Dal 31 maggio al 30 settembre 2010 ha partecipato all'Operazione “Impartial Behaviour” nell'ambito di EUROMARFOR.
Dal 4 agosto 2017 è impegnato in un'intensa missione di pattugliamento e contrasto alla tratta di esseri umani lungo le coste libiche su richiesta del governo di Serraj, con lo scopo di regolare il flusso di migranti che attraversa quotidianamente il Mediterraneo in direzione dell'Italia.
Il motto dell'unità è "Vincit Amor Patriae".

### Comandante Bettica(P 492)
Il pattugliatore comandante Bettica varato il 26 giugno 2001, dopo avere iniziato le prove in mare il 4 gennaio 2002 è stato consegnato il successivo 4 aprile, diventando operativo dall'anno seguente.
Dal 1º settembre al 31 ottobre 2006 ha partecipato nell'ambito dello SNMG2 all'Operazione Active Endeavour.
Dal 1º marzo al 28 giugno 2008 ha partecipato in ambito EUROMARFOR, all'Operazione “Impartial Behaviour” nell'ambito "Missione UNIFIL", svolgendo attività di controllo marittimo lungo le coste del Libano.
Dal 7 al 21 marzo 2009 ha operato nelle acque lungo le coste della Somalia alla lotta alla pirateria nell'ambito della Missione UE EUNAVFOR Atalanta.
Dall'8 giugno al 7 luglio 2010 ha partecipato nelle acque lungo le coste del Portogallo in ambito EUROMARFOR all'operazione Swordfish.
Dal 2 novembre al 19 novembre 2010 ha partecipato nell'ambito dello SNMG2 all'Operazione Active Endeavour.
Dal 25 marzo 2011 ha partecipato all'Operazione Unified Protector.
Il motto dell'unità è "Con ardire e con tenacia".

### Comandante Foscari(P 493)

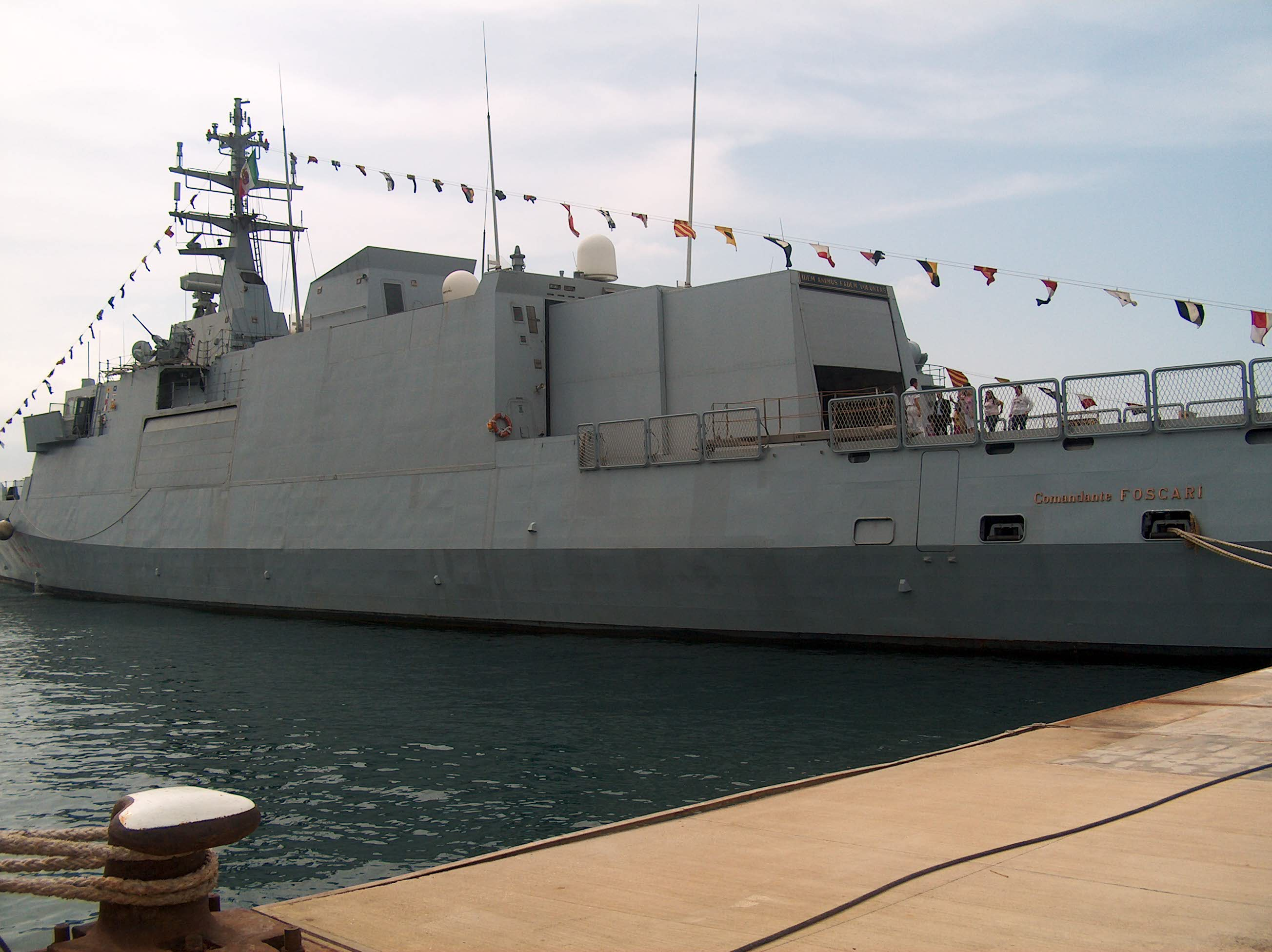
Il pattugliatore comandante Foscari all'ormeggio alla base di Augusta

Il pattugliatore comandante Foscari, varato il 24 novembre 2000, dopo avere iniziato le prove in mare il 20 maggio 2002 è stato consegnato il successivo 2 agosto, diventando operativo dall'anno seguente.
A differenza delle altre tre navi della stessa classe, la sovrastruttura della Foscari è realizzata in materiale composito (fibra di vetro integrata in fibra di carbonio) anziché in acciaio ed imbarca l'impianto prodiero da 76/62 mm con scudo stealth e kit DAVIDE e STRALES
L'8 giugno 2006 la nave è partita da Taranto per il Corno d'Africa, affiancando Nave Etna che non appena le due unità sono giunte nell'Oceano Indiano è diventata nave ammiraglia della Task Force 152, sostituendo la USS Enterprise, operando dal 28 giugno al 3 dicembre nell'ambito della Missione MSO (Marittime Security Operations) per la sicurezza marittima nella zona.
L'unità ha poi partecipato all'Operazione “Impartial Behaviour” in ambito EUROMARFOR dal 5 dicembre 2008 al 3 marzo 2009.
Il motto dell'unità è "Idem animus eadem voluntas (pari alla volontà il coraggio) era stato in precedenza adottato dal cacciatorpediniere “Fuciliere”, unità della Regia Marina che prese parte alla Seconda Guerra Mondiale e ancora precedentemente dalla nave da battaglia Benedetto Brin.